# Łobżenica
Łobżenica (deutsch Lobsens) ist eine Stadt im Powiat Pilski der polnischen Woiwodschaft Großpolen. Sie ist Sitz der gleichnamigen Stadt-und-Land-Gemeinde mit 9468 Einwohnern (Stand 31. Dezember 2020).

## Geographische Lage

Lobsens nördlich der Stadt Wirsitz auf einer Landkarte vom 1914

Die Stadt liegt in der historischen Landschaft Krajna am westlichen Ufer des Flüsschens Łobżonka (Lobsonka), etwa 30 Kilometer nordöstlich der Stadt Piła (Schneidemühl) und 50 Kilometer nordwestlich der Stadt Bydgoszcz (Bromberg).

## Geschichte

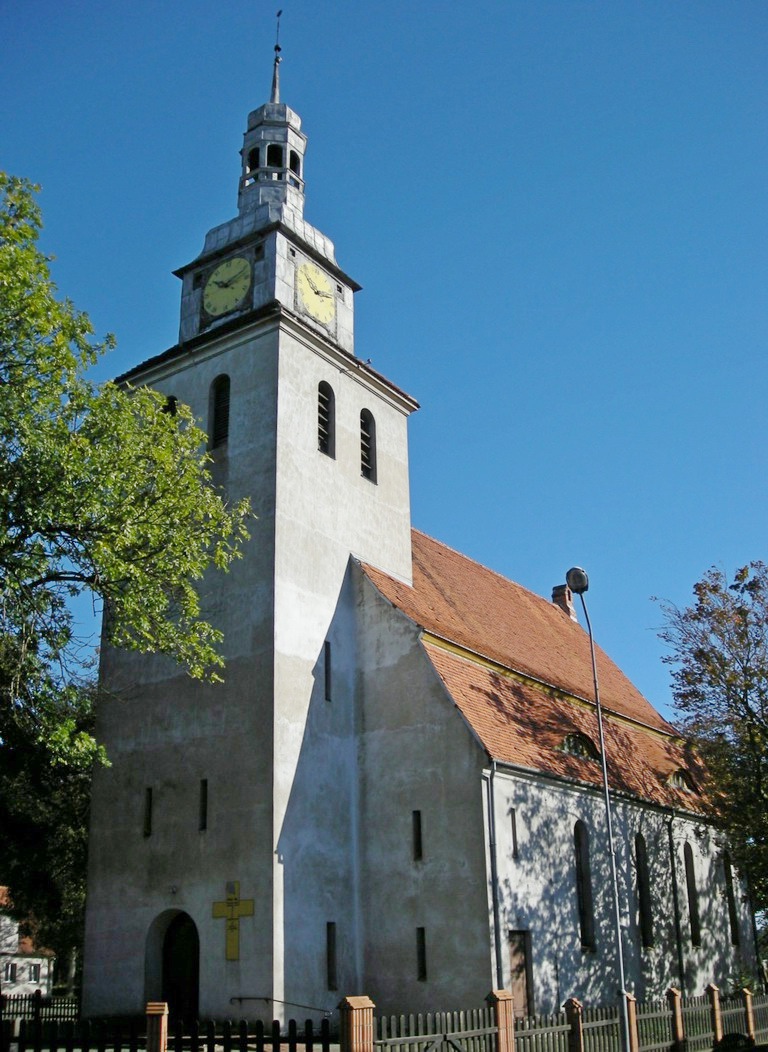
Kirche in Lobsens (bis 1945 evangelisch-lutherische Kirche)

Im Mittelalter befand sich hier eine von der Lobsonka umflossene Burg, Der Sage nach wurde die Ortschaft von den Pommern gegründet. Auf dem nahegelegenen Lobower Berg gibt es eine Schwedenschanze; hier soll vor 1141 eine Kirche errichtet worden sein. Mönche des Benediktinerordens errichteten im nahen Wald ein Kloster, das später zu einem Wallfahrtsort wurde. Über das Städtchen führten Verkehrswege nach Danzig und nach Posen. Es war von evangelischen Deutschen bewohnt und verhältnismäßig groß: 1693 wurden hier 500 Haushaltungen (Feuerstellen) gezählt. Die Stadt wurde jedoch 1712 gänzlich und 1764 größtenteils eingeäschert.
Die Stadt gehörte zu einer Grundherrschaft, deren Besitzer-Familien wiederholt wechselten. Im Jahr 1655 überzogen die Schweden die Stadt, nach ihnen kamen die Polen, plünderten sie und misshandelten die Evangelischen und die Juden. Unter der polnischen Oberhoheit wurden die Evangelischen in Lobsens wiederholt verfolgt, erneut um 1740–1741, als die evangelische Kirche zerstört und der evangelische Prediger Franz Christian Hollaz von der (katholischen) Herrschaftsfamilie von der Golzen, die für Religionsfreiheit eintrat, unter Personenschutz gestellt werden musste.
Um 1792 befand sich Graf Rydzinski im Besitz der Grundherrschaft; als Lobsens 1773 preußisch wurde, verlegte er seinen herrschaftlichen Wohnsitz in das Vorwerk vor der Stadt.
Lobsens gehörte um 1800 zum Kreis Kamin. Zum damaligen Zeitpunkt gab es in der Stadt eine katholische Pfarrkirche, eine evangelisch-lutherische Kirche, die König Friedrich II. auf Staatskosten hatte bauen lassen, eine weitere katholische Kirche, die Präsidentur genannt wurde und die mit drei Benediktiner-Ordensgeistlichen besetzt war und außerdem die katholische St.-Anna-Kirche. Auch gab es in der Stadt eine Synagoge. In der Stadt wohnten ethnische Deutsche und ethnische Polen, die ab 1871 der Staatsangehörigkeit nach alle Deutsche waren. Die deutschsprachige Bevölkerung war überwiegend evangelisch. Am Anfang des 20. Jahrhunderts hatte Lobsens eine evangelische Kirche, eine evangelisch-lutherische Kirche, eine katholische Kirche, eine Synagoge, eine Präparandenanstalt und ein Amtsgericht. Die Stadt war Sitz der evangelischen Diözese Lobsens, einer Gliederung (Amtsbereich eines Superintendenten) der altpreußischen Kirchenprovinz Posen (1817–1920) und dann der Unierten Evangelischen Kirche in Polen.
Von 1816 bis 1920 gehörte Lobsens zum Landkreis Wirsitz im Regierungsbezirk Bromberg der preußischen Provinz Posen des Deutschen Reichs.
Nach dem Ersten Weltkrieg musste das Kreisgebiet zusammen mit Lobsens aufgrund der Bestimmungen des Versailler Vertrags an Polen abgetreten werden und kam an den Powiat Wyrzyski in der Woiwodschaft Posen, wechselte aber am 1. April mit dem gesamten Powiat an Großpommerellen. Nach dem Überfall auf Polen 1939 gehörte Lobsens bis 1945 zum besatzungsamtlichen Landkreis Wirsitz im neu eingerichteten Reichsgau Danzig-Westpreußen. Kurz nach der Übernahme der Stadt begann der deutsche „Selbstschutz“, Polen und Juden zu ermorden. Es war ein Teil der sogenannten Intelligenzaktion, die 1939 in Polen stattfand. Insgesamt 200 Polen und Juden wurden dadurch getötet.
Gegen Ende des Zweiten Weltkriegs wurde Lobsens im Frühjahr 1945 von der Roten Armee befreit und wieder Teil Polens. Die deutsche Minderheit wurde in der Folgezeit von der örtlichen Behörde aus Łobżenica vertrieben.

### Bevölkerungsentwicklung
| Jahr | Einwohner | Anmerkungen                                                                                                 |
| ---- | --------- | --- |
| 1783 | 1319      | (einschließlich 179 zur Garnison gehöriger Personen) größtenteils evangelische Deutsche, außerdem 264 Juden |
| 1788 | 1240      | darunter 283 Juden                                                                                          |
| 1816 | 1668      | darunter 762 Evangelische, 508 Juden und 378 Katholiken                                                     |
| 1826 | 2350      | darunter über 800 Juden                                                                                     |
| 1837 | 2524      | [ 2 ] |
| 1861 | 2791      | [ 2 ] |
| 1875 | 2763      | [ 8 ] |
| 1880 | 2579      | [ 8 ] |
| 1890 | 2251      | davon 640 Evangelische, 933 Katholiken und 378 Juden (200 Polen)                                            |
| 1900 | 2238      | meist Katholiken                                                                                            |
| 2014 | 3030      | |

### Evangelische Pfarrer vor 1945
- Franz Christian Hollaz, 1741 verjagt[3]
- W. Hanow († 6. August 1849)[9], Superintendent, als Seelsorger im Amt mindestens vom Frühjahr 1814[10] bis 1849, Opfer der Cholera-Epidemie[11]
- W. Hanow (Sohn des 1849 verstorbenen W. Hanow), seit 1849, Autor eines Buchs über die evangelischen Kirchen in Lobsens[12]

## Gemeinde
Zur Stadt-und-Land-Gemeinde (gmina miejsko-wiejska) Łobżenica gehören die Stadt selbst und 23 Dörfer mit Schulzenämtern.

## Söhne und Töchter der Stadt
- Jan Makowski (1588–1644), polnischer reformierter Theologe
- Joachim Biesenthal (1800–1886), evangelischer Pfarrer polnisch-deutscher Herkunft
- Wilhelm Arndt (1838–1895), Historiker und Paläograph
- Bernhard Kosmann (1840–1921), preußischer Bergbeamter
- Franz Gustav Arndt (1842–1905), Landschafts- und Genremaler
- Max Zindler (1852–1908), Gutsbesitzer und Mitglied des Deutschen Reichstags
- Friedrich Alexander Petersen (1858–1909), preußischer Verwaltungsjurist und Landrat
- Wladislaus Seyda (1863–1939), Jurist, Reichstagsabgeordneter, polnischer Minister
- Otto Tarnogrocki (1875–1946), Maler und Illustrator
- Siegfried Alexander (1886–1943), deutscher Rabbiner
- Wieslaw Smetek (* 1955), polnischer Maler und Illustrator